# Bo Gu
Qin Bangxian (14 de mayo de 1907-8 de abril de 1946) conocido como Bo Gu (秦邦宪 o 博古), fue uno de los primeros líderes que tuvo el Partido Comunista de China, y miembro del grupo llamado los veintiocho bolcheviques.

## Biografía
Qin nació en Wuxi, provincia de Jiangsu, el 14 de mayo de 1907. Mientras estudiaba en la Escuela Industrial de Suzhou empezó a participar en actividades políticas, mostrando oposición al dominio político ejercido por los señores de la guerra y las potencias extranjeras asentadas en China. En 1925, Qin entró a la Universidad de Shanghái con 18 años de edad y allí causó buena impresión entre los líderes del recién creado Partido Comunista de China, como Qu Qiubai y Deng Zhongxia, que fueron sus profesores y con quienes se inició en el conocimiento de la ideología comunista. Ese mismo año Qin se afilió al Partido Comunista, y en 1926 fue enviado por la jefatura de este a la URSS para su «instrucción política» en la Universidad Sun Yat Sen de Moscú, donde adoptó el seudónimo de Bo Gu.
En Moscú, Qin empezó a estudiar la doctrina del marxismo y del leninismo de manera sistemática, formando amistad con Wang Ming, otro talentoso estudiante chino enviado a la misma universidad bajo los auspicios de PCCh. Wang y Qin, junto con otros destacados estudiantes comunistas chinos como Zhang Mintian, Wang Jiaxiang y Yang Shangkun, fundaron el grupo de los Veintiocho Bolcheviques, que se apreciaban a sí mismos como marxistas ortodoxos, leales a las enseñanzas recibidas en la URSS y destinados a liderar el movimiento comunista chino. Wang Ming y Bo Gu habían logrado la confianza del líder soviético Pavel Mif, vicedecano de la universidad y jefe se la Sección Oriental de la Comintern, gracias a esto los veintiocho bolcheviques lograron actuar como traductores e intérpretes en el VI Congreso del PCCh celebrado en Moscú.
Cuando Paul Mif tomó el puesto de Karl Radek como rector de la Universidad Sun Yat Sen, los Veintiocho Bolcheviques fueron enviados de vuelta a China en 1929, tras la sangrienta represión anticomunista realizada por Chang Kai Shek en 1927, pero debido a que prácticamente todos estos jóvenes estudiantes habían estado ausentes de la lucha contra el Kuomintang, se les asignaron inicialmente labores de escasa relevancia.
Ante ello, Pavel Mif, con apoyo del gobierno soviético, acudió a China en diciembre de 1930 y participó en el Congreso Nacional del PCCh en 1931 y apoyó el ascenso de sus antiguos protegidos a la jefatura del partido, para lo cual aprovechó las quejas de numerosos militantes contra los antiguos líderes que habían conducido al PCCh durante su casi exterminio por el Kuomintang en 1927. El secretario general Li Lisan fue cesado y Wang Ming ocupó en la práctica todo su poder, llevando a Bo Gu como segundo líder del partido, pero cuando Wang Ming debió viajar a la URSS por razones de salud en noviembre de 1931, Bo Gu se transformó prácticamente en secretario general y líder supremo del PCCh, dejando de lado a líderes más veteranos como Zhou Enlai y Zhang Guotao.
Bajo la política de Bo Gu, el PCCh mostó una imagen mucho más preocupada por la pureza ideológica y la ortodoxia marxista, estimulando el extremismo político. Aun así, este político debilitó aún más al PCCh en las ciudades, donde perdió la lucha por el poder ante el Kuomintang. En 1933 la situación del PCCh era muy grave, con mayor dificultad para pervivir inclusive en la clandestinidad, y resultó necesario que toda la cúpula directiva del PCCh huyera al soviet de Jianxi, base del poder comunista en áreas rurales. Allí Bo Gu mantuvo el poder efectivo sobre el PCCh, asistido por el comunista alemán Otto Braun, enviado desde la URSS para ejercer asesoría y supervisión. Bo Gu participó en la Larga Marcha, pero su liderazgo fue allí fuertemente cuestionado debido a las pérdidas sufridas durante el escape de las tropas y militantes del PCCh. Durante la Reunión de Zunyi de 1935, Mao Zedong logró arrebatar el poder a Bo Gu y limitar mucho la influencia de los veintiocho bolcheviques, aun así, siguió ocupando puestos de responsabilidad dentro del partido, aunque sin tener más opciones reales de aspirar a un rol conductor.
Todavía en el periodo de la Segunda Guerra Mundial y la lucha contra los japoneses y el Kuomintang, Bo Gu logró mantenerse como el prospecto de una futura carrera brillante en el PCCh, aunque intentó distanciarse de su pasado como obediente seguidor de la ortodoxia soviética y pidió ser llamado por su nombre real y no por su seudónimo adoptado en la URSS.
En 1941 Bo Gu fue director de la agencia de noticias Xinhua, y mantuvo sus funciones como director de la propaganda y prensa del PCCh, actuando como delegado en importantes misiones encargadas por Mao Zedong y reconociendo a este, en la práctica, como el líder más importante del partido. No obstante, Bo Gu jamás logró la confianza total de Mao ni de su entorno, situación agravada por su rechazo a usar la violencia contra los disidentes dentro del partido (por lo cual Mao y Zhou Enlai le acusaron de excesiva debilidad), aunque por sus conocimientos teóricos e instrucción seguía siendo un militante muy útil.
Pese a todo, las funciones de Bo Gu posteriores a 1935 no le permitieron convertirse en el líder del movimiento comunista chino, como ambicionaba con los Veintiocho Bolcheviques. Bo Gu fue encargado por Mao de actuar como delegado del PCCh en conversaciones con el Kuomintang poco antes de la guerra civil china, pero murió en un accidente de aviación el 8 de abril de 1946.